# Murzynko
Murzynko – wieś w Polsce położona w województwie kujawsko-pomorskim, w powiecie inowrocławskim, w gminie Gniewkowo.

## Podział administracyjny
W latach 1975–1998 miejscowość administracyjnie należała do województwa bydgoskiego.

## Demografia
Według Narodowego Spisu Powszechnego (III 2011 r.) wieś liczyła 242 mieszkańców. Jest czternastą co do wielkości miejscowością gminy Gniewkowo.

## Współczesność
Od roku 2008 we wsi funkcjonuje sala komputerowa. Na terenie Murzynka znajduje się sklep spożywczo-przemysłowy, świetlica wiejska (w której odbywają się wiejskie imprezy), plac zabaw oraz remiza strażacka Ochotniczej Straży Pożarnej (OSP).